# كيس ورق
| link = | هذه المقالة يمكن توسيعها اعتمادا على الترجمة في ويكيبيديا الإنجليزية. اضغط [هنا] للتعليمات. - تُعدُّ الترجمةُ الآليةُ من كوكل بمثابةِ نقطةِ انطلاقٍ مُفيدةٍ للترجمات، ولكن يَجبُ على المُترجمينَ مُراجعةُ الأخطاءِ الّتي قد تُصاحبُ الترجمةَ حسبَ الضرورة، والتأكيد على دقةِ الترجمة، بدلاً من مجردِ نسخِ النصِّ المُترجمِ آلياً إلى ويكيبيديا. - لا تُترجمِ النصَّ الذي يبدو غيرَ موثوقٍ أو مُنخفضَ الجودة. تَحقِّقْ من النص بالتأكدِ من المَراجعِ الواردةِ في المقالةِ باللغةِ الأجنبية «إذا كان ذلك مُمكناً». - يجب إضافة قالب {{صفحة مترجمة}} بعد الترجمة إلى صفحة نقاش المقالة لضمان الامتثال لحقوق النشر. - لمزيد من الإرشاد، انظر ويكيبيديا:ترجمة مقالات إلى العربية. |

أشكال مختلفة من الأكياس الورقية.

الكيس الورقي (بالإنجليزية: Paper bag)‏ هو وعاء يُصنع من الورق بشتى أنواعه، ويكثر استخدامه في نقل المواد والأطعمة في مخازن التجزئة والـسوبر ماركت، وهي أفضل من أكياس النايلون من حيث أضرارها بالبيئة وأنه يمكن إعادة تحويلها وتصنيعها من جديد أو تحللها في التربة دون ضرر كونها مصنوعة أصلا من السيليولوز.
الحقيبة الورقية هي حقيبة مصنوعة من الورق، عادةً من ورق الكرافت. وهي غالباً تستخدم كحقائب تسوق، وتعبئة، واكياس.